# Sorbato de potássio
O sorbato de potássio é um sal de potássio do ácido sórbico, conservante fungicida e bactericida, inibidor de crescimento de bolores e leveduras, amplamente utilizado na alimentação como conservante. O ácido sórbico se encontra em forma natural em alguns frutos, contudo geralmente, utiliza-se o sorbato de potássio na indústria alimentar, pois é mais solúvel em água que o ácido sórbico.
Ele impede rancidez e mofos em margarinas e maioneses. Muito utilizado também na produção de queijos de corte, frescos e fundidos. Quando empregado no segmento de bebidas, molhos, doces, panificação entre outras aplicações, evita a formação de mofos e bolores.
Por inibir a ação do fermento, não se deve utilizar este composto em produtos cuja elaboração inclui a fermentação.

## Síntese
O sorbato de potássio é produzido industrialmente pela neutralização do ácido sórbico com hidróxido de potássio. O percursor ácido sórbico é produzido em um processo de duas etapas através da condensação de crotonaldeído e cetena.

## Usos
O sorbato de potássio é utilizado para inibir bolores e leveduras em muitos alimentos, como queijos, vinhos, iogurtes, carne-seca, frutas secas, refrigerantes, pães e bolos. Além disso, suplementos dietéticos à base de plantas geralmente contêm sorbato de potássio, que atua na prevenção de mofo e micróbios e no aumento do prazo de validade. É utilizado em quantidades nas quais não são conhecidos efeitos adversos à saúde, durante curtos períodos de tempo.
A rotulagem deste conservante nas declarações dos ingredientes diz "sorbato de potássio" ou "E202". Além disso, é usado em muitos produtos de higiene pessoal e cosméticos para inibir o desenvolvimento de microorganismos para estabilidade de armazenamento. Alguns fabricantes estão usando este conservante como substituto dos parabenos. A alimentação por sonda com sorbato de potássio reduz a carga gástrica de bactérias patogênicas.
Também conhecido como “estabilizador de vinho”, o sorbato de potássio produz ácido sórbico quando adicionado ao vinho. Servindo dois propósitos, quando a fermentação ativa cessa e o vinho é trasfegado pela última vez após a clarificação, o sorbato de potássio torna qualquer levedura sobrevivente incapaz de se multiplicar. A levedura que vive naquele momento pode continuar a fermentar qualquer açúcar residual em CO2 e álcool, mas quando morrer, nenhuma nova levedura estará presente para causar fermentação futura. Quando um vinho é adoçado antes do engarrafamento, o sorbato de potássio é usado para evitar a refermentação quando usado em conjunto com o metabissulfito de potássio. É utilizado principalmente com vinhos doces, espumantes e algumas sidras duras, mas pode ser adicionado a vinhos de mesa, que apresentam dificuldade em manter a clareza após a colagem.
Alguns bolores (nomeadamente algumas estirpes de Trichoderma e Penicillium) e leveduras são capazes de desintoxicar sorbatos por descarboxilação, produzindo piperileno (1,3-pentadieno). O pentadieno se manifesta como um odor típico de querosene ou petróleo.

## Toxicologia
Na forma pura, o sorbato de potássio é irritante para a pele, os olhos e as vias respiratórias. Concentrações de até 0,5% não são irritantes significativos para a pele.
Como aditivo alimentar, o sorbato de potássio é usado como conservante em concentrações de 0,025 a 0,100%, o que em uma porção de 100 g rende uma ingestão de 25 a 100 mg. Nos Estados Unidos, não é permitido mais de 0,1% em manteigas de frutas, geleias, conservas e produtos relacionados. Até 0,4% foi estudado em picles de fermentação natural com baixo teor de sal e, quando combinado com cloreto de cálcio, 0,2% produziu "picles de boa qualidade". O sorbato de potássio tem cerca de 74% da atividade antimicrobiana do ácido sórbico. Quando calculado como ácido sórbico, 0,3% é permitido em “alimentos de queijo embalados a frio”. O limite superior de pH para eficácia é 6,5.
A ingestão diária máxima aceitável para consumo humano é de 25 mg/kg, ou 1.750 mg por dia para um adulto médio (70 kg). Em algumas condições, particularmente em concentrações elevadas ou quando combinado com nitritos, o sorbato de potássio demonstrou atividade genotóxica in vitro.
Três estudos realizados na década de 1970 não revelaram quaisquer efeitos cancerígenos em ratos.

### Indicações de Segurança
Apesar de classificado como irritante em alguns lugares, esse conservante é considerado seguro e suave por conta de seu longo histórico de segurança e perfil não-tóxico. O Sorbato de Potássio é não-irritante e não-sensibilizante. Reações alérgicas são muito raras e ele é bem tolerado quando administrado internamente.